# Зверев, Василий Андреевич
Василий Андреевич Зверев (11 марта 1923, д. Большое Кушуново, Рязанская губерния — 13 октября 1971, там же) — красноармеец, катерист 101-го отдельного мотопонтонного-мостового Краснознамённого Неманского батальона, 4-й понтонно-мостовой Краснознамённой Днепропетровской бригады. Герой Советского Союза.

## Биография
Василий Андреевич Зверев призван в Красную Армию в ноябре 1942 года, в действующей армии с декабря 1942 года.
При форсировании реки Одер войсками 2-го Белорусского фронта в районе города Фиддихов в период с 17 по 18 апреля 1945 года, Зверев получил приказ: во что бы то ни стало отбуксировать десять мостовых паромов из района города Шведт в район города Фиддихов — к месту наводки наплавного моста.
Огневая мощь противника совершенно исключала всякую возможность движения по реке. Выполняя приказ, отважный катерист повел караван паромов к месту назначения. По пути следования катер подвергся ожесточенному огню вражеской артиллерии. Зверев, умело маневрируя под вражеским огнём, выводил катер и паромы из опасных зон. От осколков вражеских мин и снарядов катер получил более сотни пробоин. Проходя неподалёку от дамбы, катер был подвергнут обстрелу «Фауст патронами». Один из них попал в бензобак. Вспыхнуло пламя, которое неминуемо грозило гибелью катера. Вражеские автоматчики вели в это время сильный огонь.
Зверев приказал помощнику Ерофееву отбить огнём из пулемета огневое нападение гитлеровцев, а сам стал тушить пожар. Несмотря на сильные ожоги, герой не только сумел потушить пожар, но привел катер к цели и помог батальону навести мост на два часа раньше срока.
Указом Президиума Верховного Совета СССР от 29 июня 1945 года за образцовое выполнение боевых заданий командования на фронте борьбы с немецко-фашистским захватчиками и проявленные при этом мужество и героизм красноармейцу Звереву Василию Андреевичу присвоено звание Героя Советского Союза с вручением ордена Ленина и медали «Золотая Звезда» (№ 5566).
Умер 13 октября 1971 года.

## Награды
- Медаль «Золотая Звезда».
- Орден Ленина.
- Орден Отечественной войны 2 степени.
- Орден Красной Звезды.
- Медаль «За победу над Германией в Великой Отечественной войне 1941—1945 гг.».